# Сен Морис ан Шаланкон
Сен Морѝс ан Шаланко̀н (на френски: Saint-Maurice-en-Chalencon) е село в Югоизточна Франция, регион Рона-Алпи. Разположено е на средна надморска височина 550 m. Населението му е 181 души (1999).

## Личности
В Сен Морис ан Шаланкон е роден художникът Йожен Дьолакроа (1798-1863).